# Автагемі (округ, Вісконсин)
Шаблон:StateAbbr_ 44°25′ пн. ш. 88°28′ зх. д. / 44.41° пн. ш. 88.46° зх. д.
 Автагемі (англ. Outagamie County, МФА: [ˌaʊtəˈɡæmi]) — округ (графство) у штаті Вісконсин. Ідентифікатор округу 55087.

## Історія
Округ утворений 1852 року.

## Демографія
За даними перепису 
2000 року 
загальне населення округу становило 160971 осіб, зокрема міського населення було 119337, а сільського — 41634.
Серед них чоловіків — 80285, а жінок — 80686. В окрузі було 60530 домогосподарств, 42219 родин, які мешкали в 62614 будинках.
Середній розмір родини становив 3,14.
Віковий розподіл населення поданий у таблиці:
| Стать    | До 15 років | 15-21 | 22-29 | 30-39 | 40-49 | 50-65 | 65-85 | Понад 85 |
| -------- | ----------- | ----- | ----- | ----- | ----- | ----- | ----- | -------- |
| Чоловіки | 19015       | 8292  | 8498  | 13682 | 12809 | 10760 | 6524  | 705      |
| Жінки    | 17769       | 7903  | 7961  | 13367 | 12418 | 10912 | 8699  | 1657     |

## Суміжні округи
- Шавано — північ
- Браун — схід
- Калумет — південний схід
- Віннебаго — південний захід
- Вопака — захід

## Виноски
1. ↑  U.S. Decennial Census. United States Census Bureau. Архів оригіналу за 2 серпня 2018. Процитовано 6 серпня 2015.
2. ↑  Historical Census Browser. University of Virginia Library. Архів оригіналу за 11 серпня 2012. Процитовано 6 серпня 2015.
3. ↑  Forstall, Richard L., ред. (27 березня 1995). Population of Counties by Decennial Census: 1900 to 1990. United States Census Bureau. Архів оригіналу за 18 липня 2015. Процитовано 6 серпня 2015.
4. ↑  Census 2000 PHC-T-4. Ranking Tables for Counties: 1990 and 2000 (PDF). United States Census Bureau. 2 квітня 2001. Архів оригіналу (PDF) за 18 грудня 2014. Процитовано 6 серпня 2015.
5. ↑  State & County QuickFacts. United States Census Bureau. Архів оригіналу за 6 червня 2011. Процитовано 22 січня 2014. [Архівовано 2011-06-06 у Wayback Machine.](англ.) Наведено за англійською вікіпедією.
6. ↑  American FactFinder. Бюро перепису населення США. Архів оригіналу за 26 лютого 2012. Процитовано 31 січня 2008. [Архівовано 2008-05-21 у Wayback Machine.]

| США | Це незавершена стаття з географії США. Ви можете допомогти проєкту, виправивши або дописавши її. |